# Wicküler-Brauerei
Die Wicküler-Brauerei war eine die Biermarke Wicküler herstellende Brauerei und ging aus der Wicküler-Küpper-Brauerei AG bzw. Wicküler-Küpper-Brauerei KG. a. A. hervor. 1845 wurde die Brauerei von Franz Ferdinand Joseph Wicküler in Elberfeld im heutigen Wuppertal gegründet und war von Ende des 19. Jahrhunderts bis zum Ende des 20. Jahrhunderts die führende Brauerei im Bergischen Land.
Ein eigenständiger Brauereibetrieb existiert heute nicht mehr. Die Marke Wicküler Pils wird seit 1992 von der Dortmunder Actien-Brauerei im Auftrag der Radeberger Gruppe produziert. Wicküler Radler wird vom Friesischen Brauhaus zu Jever hergestellt und abgefüllt.

## Geschichte
Die Wickülers stammten aus dem Kölner Vorort Mülheim, wo sie im 18. Jahrhundert Handwerksberufe ausübten. Zu Beginn des 19. Jahrhunderts waren Mitglieder der Familie Wicküler in Münstereifel als Schankwirte, Bäcker und Branntweinbrenner tätig.

### Franz Ferdinand Joseph Wicküler
Franz Ferdinand Joseph Wicküler (* 13. Januar 1813 in Münstereifel; † 1882) war mit der gleichaltrigen Friederike Wilhelmine Hildebrandt verheiratet. Angelockt von den gewerblichen und religiösen Möglichkeiten des Bergischen Landes und einem einhergehenden Boom in Brauereigründungen siedelte sich Franz Ferdinand Joseph Wicküler zwischen 1842 und 1845 aus Münstereifel in Elberfeld an. 1845 betrieb Franz Ferdinand in der Elberfelder Wilhelmstraße die Brauerei mit Gaststätte Im Fürsten Blücher, die er im November 1846 in die Mühlenstraße verlegte. 1853 erwarb er an der Ronsdorfer Straße 5, damals die Distelbeck, mehrere Felsenkeller und Grundstücke und errichtete dort eine Brauerei und die Sommerwirtschaft Auf der Kluse.

### Franz Joseph Wicküler
Sein drittes Kind Franz Joseph Wicküler (* 15. Oktober 1851 in Elberfeld; † 17. August 1916 in Mühldorf am Inn) wuchs mit seinen Geschwistern Anton Robert (* 19. Oktober 1847) und Wilhelmine Antonie (* 25. Mai 1849) in dieser Umgebung auf. Er zeigte früh am Brauwesen Interesse und übernahm 1876 als verbliebener Sohn (nach dem Tod seines älteren Bruders am 25. April 1867) die Leitung der Brauerei (Alleininhaber seit 1882). Wegen begründeter Reklamation wurde er nicht zum Wehrdienst eingezogen und der Ersatz-Reserve 2 zugewiesen. Er heiratete am 17. Oktober 1876 in Elberfeld Laura Küpper (* 11. Juli 1854), die Tochter von Gustav Küpper (Inhaber der Küpper-Brauerei) und Julie Heiderhoff. Die Wickülers waren katholischer und die Küppers reformierter Konfession, daher wurden langfristige geschäftspolitische Interessen hinter der Ehe vermutet. Schon bald trennte sich das Paar. Franz Joseph Wicküler lebte später mit seiner Lebensgefährtin aus Adelskreisen.

Aktie über 1000 RM der Wicküler-Küpper-Brauerei AG vom Juli 1943

Wicküler trennte sich von den Gaststätten und stellte 1877 einen Modernisierungsplan für den 200.000 Einwohner umfassenden lokalen Absatzmarkt auf. In den folgenden Jahren erfolgte mehrfach die Ausweitung der Kellerbauten für Gärräume, 1883 wurde ein Sudhaus erbaut, 1884 die mechanische Kühlung eingeführt, und 1886 zwei Dampfmaschinen zum Antrieb der Malzmühlen installiert. Der Bierausstoß versechsfachte sich gegenüber 1876 auf 31.189 Hektoliter. Am 8. März 1887 wurde das Unternehmen in die Wicküler-Brauerei Aktien-Gesellschaft mit einem Grundkapital von 1,5 Millionen Goldmark umgewandelt. Am 2. Juni 1887 nahm Wicküler die Herstellung von Pilsner Bier auf. 1896 fusionierte das Unternehmen mit der Küpper-Brauerei, welche wegen starker Exportabhängigkeit in finanzielle Schwierigkeiten geraten war. Das Grundkapital wurde auf 3,5 Millionen Goldmark erhöht. Mit der Fusion rückte die Wicküler-Küpper-Brauerei Aktiengesellschaft in die erste Reihe der westdeutschen Großbrauereien. 1899/1900 wurde erstmals die Produktion von 200.000 hl überschritten. Durch Akquisition von Patenten zur Konservierung von Bier für die Verschiffung in unter anderem tropische Länder wuchs der Export der Brauerei schnell. 1909 führte die Wicküler-Brauerei die Flaschenbier-Abfüllung ein. 1912 bestand der Maschinenpark aus sieben Dampfkesseln mit einer Heizfläche von 785 m², vier Dampfmaschinen mit zusammen 600 PS, acht Ammoniak-Kompressoren und fünf Dynamomaschinen.
Zum Ende des Geschäftsjahres 1905/06 musste Franz Joseph Wicküler aus Gesundheitsgründen als Vorstandsvorsitzender der Aktiengesellschaft zurücktreten, und auch seine Tätigkeit im Aufsichtsrat musste er wegen seines Aufenthaltes in der Nervenheilanstalt Bonn-Endenich aufgeben. In seinen letzten Lebensjahren ließ er sich durch den Brauereiexperten Direktor Gottlieb Hellmannsberger in der Geschäftsführung vertreten. Am 17. August 1916 starb Wicküler an einer schweren Nervenkrankheit. Er hinterließ keine Nachkommen, sein einziges Kind Franz Walther Wicküler war am 23. Mai 1877 im Alter von zwanzig Tagen verstorben. Unter der Leitung von Franz Joseph Wicküler verfünfzigfachte sich die Produktion zwischen 1876 und 1916, er hinterließ eine der führenden Brauereien im Bergischen Raum, gemessen an Kapital- und Betriebsausstattung, Produktion, Export und der Größe der baulichen Anlage.

### Die Zeit nach Franz Joseph Wicküler

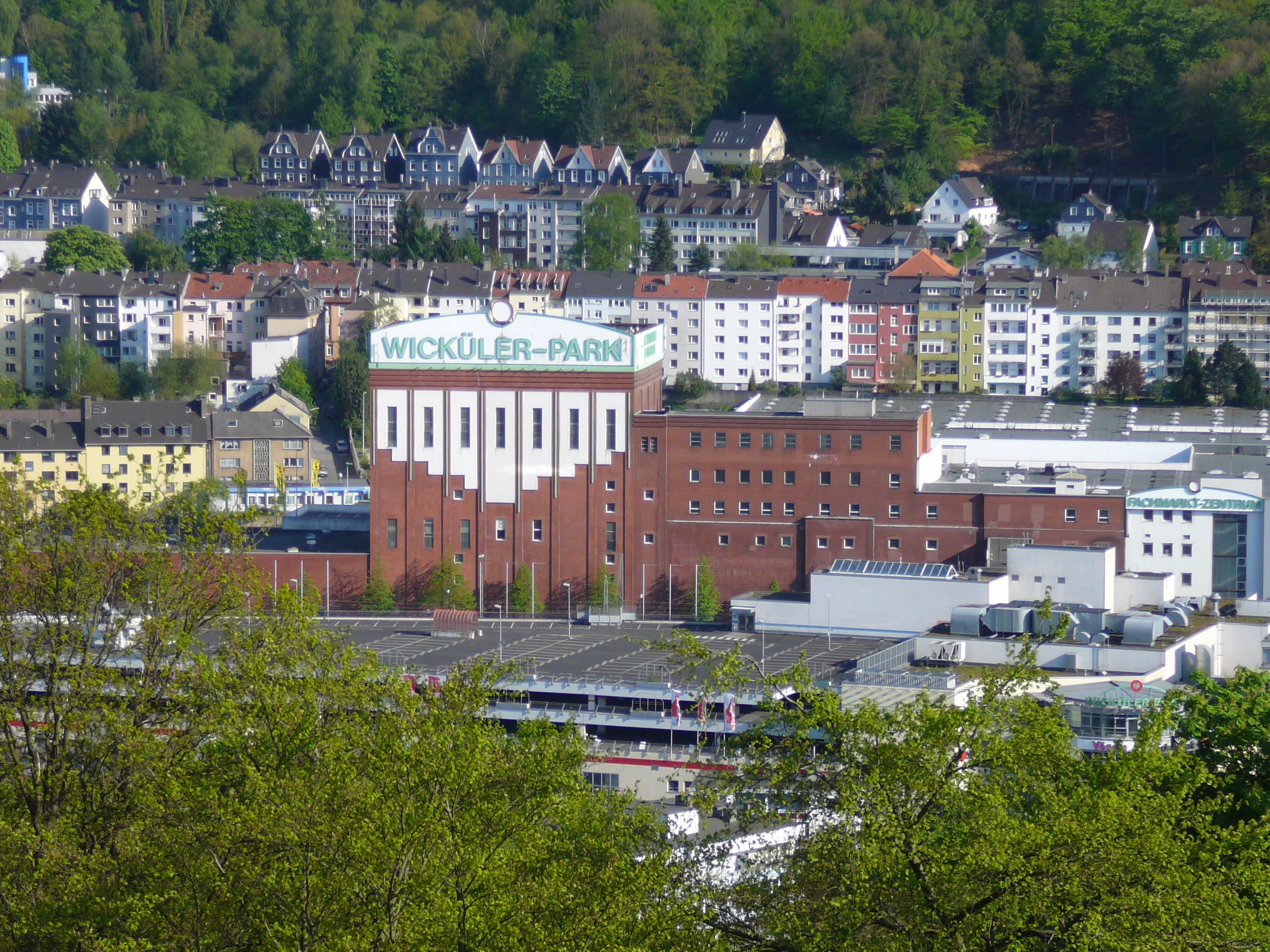
Die Wicküler City von der Hardt aus gesehen

Von 1916 bis 1971 firmierte das Unternehmen als Wicküler-Küpper Brauerei GmbH, Elberfelder Straße, Bendahl, Barmen. Kurz nach seinem Tod erfolgte die von Franz Joseph Wicküler geplante und schließlich Anfang 1917 durchgeführte Konzentration der Braustätten durch Auflösung des Brauereibetriebes an der Ronsdorfer Straße und die Vereinigung der gesamten Biererzeugung in der Bendahler Abteilung (51° 15′ 19,7″ N, 7° 9′ 55″ O). Die auftretende Rohstoffknappheit und der durch Einberufungen bedingte Mangel an Arbeitskräften während des Ersten und Zweiten Weltkrieges führten zu einem Rückgang der Produktion und des Exportgeschäfts. Durch den Zweiten Weltkrieg verlor das Unternehmen zwei Drittel seiner Produktionsanlagen und die bedeutenden Märkte Sachsen, Schlesien, sowie weite Teile Mitteldeutschlands. Wicküler nahm jedoch bald die frühere Marktposition wieder ein, nachdem Fässer und Flaschen der Brauerei bereits 1948/49 weltweit vertreten waren. Bald entstanden die Marke Küppers-Kölsch, die Adler-Brauerei, die Gesenberg-Brauerei, die Waldschloß-Brauerei und schließlich wurde die Brauerei Carl Bremme gekauft; Wicküler beteiligte sich an Sion und Reginaris.

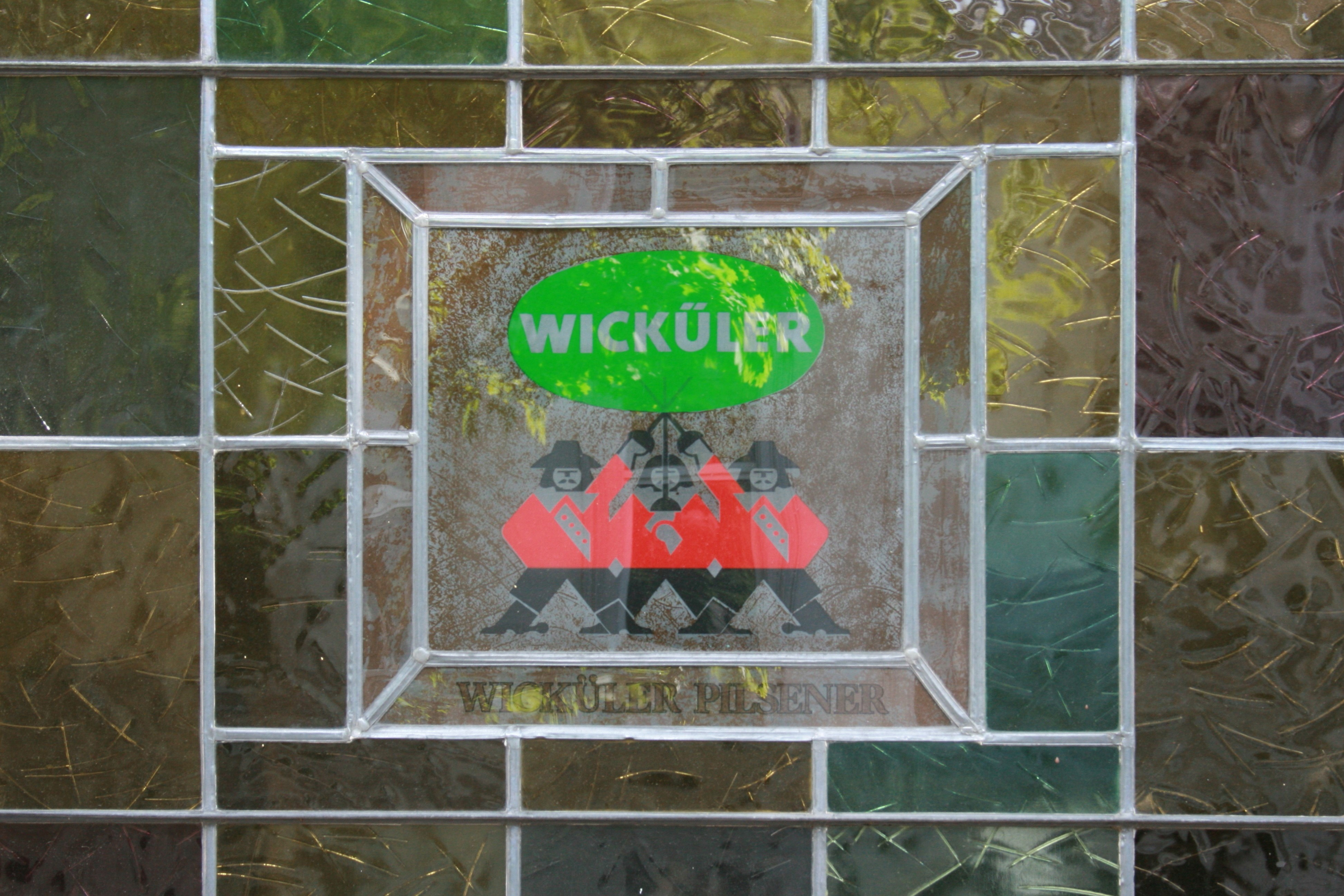
Das alte, seit 2023 wieder eingeführte Logo, hier auf einem Kneipenfenster

Zu Beginn der 1980er Jahre wandelte die Familie Werhahn mit 96 % Aktienbesitz die Brauerei, deren Geschäftsführer ab 1972 Friedrich Jirmann (* 1922) war, mit 600 Mitarbeitern in eine Kommanditgesellschaft und damit wieder in eine Privatbrauerei um. Ende der 1980er Jahre hatte das Unternehmen 1300 Mitarbeiter. Im Jahre 1990 wurde eine Einsparung von Arbeitsplätzen (ohne Entlassungen) angekündigt; Braukapazitäten sollten von Wuppertal nach Köln verlegt, die Fassbierproduktion aber in der Stadt erhalten bleiben. Die Familie Werhahn verkaufte jedoch die Gruppe an die niederländische Grolsch-Brauerei. Alle Bemühungen, die des Ministerpräsidenten Johannes Rau eingeschlossen, waren erfolglos. Nichts blieb vom Wuppertaler Brauereistandort, die Produktion wurde komplett zu Küppers-Kölsch nach Köln verlagert. Ein Teil der Brauerei sollte auf das frühere Waldschloß-Gelände an der Märkischen Straße verlagert werden, aber auch die Produktion bei der Brauerei Carl Bremme lief 1992 aus. Von 439 Mitarbeitern in Wuppertal verloren mehr als 200 ihren Arbeitsplatz, bald wurde auch die Abfüllanlage am Bendahl geschlossen. Grolsch verkaufte das Unternehmen 1994 an den Dortmunder Konzern Brau und Brunnen, welcher seit 2004 zur Radeberger Gruppe der Dr. August Oetker KG gehört. Gebraut wurde zunächst weiter in Köln, ab 1996 dann in der Dortmunder Union-Brauerei, schließlich wurde die noch in Wuppertal bestehende Wicküler-Hauptverwaltung mit 54 Arbeitsplätzen geschlossen. Ab 2023 wurde das alte Logo wieder eingeführt.

## Produkte

### Ehemalige Biersorten
- Wicküler Export
- Wicküler Pils
- Wicküler Kern Malz (Vorläufer des Wicküler Malzbieres)
- Wicküler Alt
- Wicküler Stern Bier (vor 1930)
- Wicküler Zweibock (Starkbier mit hoher Stammwürze)
- Wibbel Alt
- Küppers Kölsch

### Aktuelle Biersorten
- Wicküler Pilsener
- D-Pils (für Diabetiker)
- Wicküler Radler

## Produktion
| Jahr      | Hektoliter   |
| --------- | ------------ |
| 1876      | 005.000      |
| 1886      | 031.189      |
| 1889/1890 | 055.006      |
| 1894/1895 | 075.401      |
| 1899/1900 | 200.000      |
| 1914/1915 | 266.912      |
| 1957/1958 | 750.000      |
| 1987      | 00800.000(1) |

(1) nur Wicküler Pils

## Sonstiges
- Wicküler förderte zahlreiche kulturelle Ereignisse wie die Musikstadt Wuppertal, die Liedprojekte Wuppertaler Kulturpromenade, kulturhistorische Wanderungen und Bergische Mundartwettbewerbe.
- Die Wuppertaler-Medaille wurde von 1980 bis zur Standortschließung in Wuppertal alljährlich von der Brauerei gemeinsam mit der Westdeutschen Zeitung an beispielgebende Wuppertaler Bürger verliehen.
- Mit dem Slogan „Männer wie wir… Wicküler Bier!“ ermunterten drei reitende und lachende Musketiere in der TV-Werbung „nach eines langen Tages Ritt“ zum Genuss von Wicküler Pilsner.[4]
- Wicküler Reklame war auf einem Prallluftschiff der WDL Luftschiffgesellschaft in den 1970er Jahren unter dem Spitznamen Der fliegende Musketier häufig am Wuppertaler Himmel zu sehen.
- In Wuppertal-Unterbarmen, Ecke Bendahler/Elberfelder Straße steht der Wickülerbrunnen.
- Am 15. Oktober 1996 wurde das Einkaufszentrum Wicküler City in Wuppertal-Unterbarmen eröffnet.
- Wicküler-Küpper erhielt unter anderem den Auftrag, sämtliche europäische Truppen während des Boxeraufstands in China mit Bier zu versorgen.[5]
- Die Biermarke Wicküler wird vom Rap-Duo Mehnersmoos häufig erwähnt, neben vielen Erwähnungen in Songs, bei Online-Auftritten oder in Texten gibt es sogar einen Song mit dem Namen „Wicküler“.[6]